# Rádio São Carlos
A Rádio São Carlos é uma estação de rádio brasileira do município de São Carlos, São Paulo. Opera em três frequências:
- 1450 kHz em AM, com potência de 1.000 watts (1 kW), classe C;
- 2420 kHz em onda tropical (OT) de 90 metros, com potência de 1 000 watts (1 kW), classe C.
- 107.9 MHz em FM, derivada da migração AM/FM.[1]

## História
Com a conquista da concessão definitiva de instalação de sua Rádio São Carlos S.A. no dia 23 de março de 1940, o engenheiro Gisto Rossi, não parou de lutar pelo som de sua rádio em São Carlos, até sua morte no dia 25 de julho de 1991 em São Paulo; ele era nascido em 11 de abril de 1910 em São Carlos.
Foi idealizada por Gisto Rossi em 1927 e criada em 1933, tendo sua concessão em 23 de março de 1940, sendo instalada em 7 de setembro de 1940, começando a operar em caráter experimental em outubro do mesmo ano; passando operar definitivamente em 1 de janeiro de 1941, sendo solenemente inaugurada em 10 de setembro de 1941, como ZYA 6 com 1.590 quilociclos (kilohertz), 250 watts (0,25 kW) de potência na época, e torre irradiadora de 52 metros de altura. Também foi inaugurado o salão auditório da emissora, onde aconteciam apresentações de shows, programas ao vivo, bailes e peças de teatro.
É a emissora de rádio mais antiga do município, e a quarta mais antiga do interior do Estado de São Paulo. Também transmite em Onda tropical na frequência de 2420 kilohertz na faixa de 90 metros. 
A emissora foi inaugurada e instalada na Rua XV de Novembro nº 1452 (Vila Pureza), atual Embrapa, onde permaneceu até 1982 e nessa mesma época sua torre irradiadora foi removida e instalada no Jardim Taiti, onde permanece até os dias atuais; assim como o estúdio instalou-se na Rua 9 de Julho nº 1801 (Centro), onde permaneceu até 2011; quando passou a operar em novo endereço, ou seja; na Rua Marechal Deodoro nº 2750. Em 2014 instalou-se no prédio do jornal Primeira Página, na Avenida São Carlos (Centro).
Esteve sob a responsabilidade de Lilian Marilena Keppe Rossi, filha de Gisto, até 2013, e atualmente pertence ao jornal Primeira Página.